# Parque nacional Cerro Yapacana
El Parque nacional Cerro Yapacana es un parque nacional de Venezuela el cual fue conformado 12 de diciembre de 1978 por decreto ejecutivo del presidente Carlos Andrés Pérez. Se ubica al suroeste de la confluencia del río Ventuari en el río Orinoco, en jurisdicción del municipio Atabapo del estado Amazonas.
Entre los objetivos ecológicos y de protección del parque nacional Yapacana se encuentra el preservar y conservar áreas que representan un valioso recurso escénico y científico, con una vegetación pionera, testimonio de la evolución de la vegetación con conexiones florísticas del Paleotrópico y del Neotrópico.

## Localización
El parque nacional Yapacana se localiza en el sector suroeste del escudo guayanés, en la región centro occidental del estado Amazonas entre los ríos Orinoco por el sur y el río Ventuari al norte y el caño Yagua al oeste. El parque incluye al cerro Yapacana, meseta típica del Pantepuy de la formación Roraima.

## Características
El principal lugar de interés del parque es el Cerro Yapacana, el cual constituye un relieve residual en forma de meseta o Tepuy que se levanta abruptamente desde la penillanura que se extiende entre los ríos Orinoco y Ventuari, a 80 m sobre el nivel del mar, hasta alcanzar 1.345 m de altitud.
Adicionalmente los linderos del parque constituyen grandes sitios de atractivo visual y ecológico, entre estos linderos destacan por el Norte sector la confluencia de los ríos Ventuari y Orinoco, en el sector Sur el cruce del caño Yagua con el Orinoco, pasando por los puntos medios de las islas Yagua, Corocoro, Araguato Cárida, Mata de Palma y Gallineta, hasta llegar a la isla de Perro de Agua. Por el sector Este encontramos a la isla Tabacapi y por el sector Oeste, siguiendo aguas abajo por el cauce del río Orinoco, se pasa por los puntos medios de las islas Sinforosa, Totuma y Moya hasta llegar a la Isla Macuruco. 
En lo que respecta a los ecosistemas protegidos dentro de parque podemos encontrar bosques siempre verdes, bosques estacionalmente inundables, bosques de palmas, arbustales ribereños, sabanas arboladas y arbustivas y herbazales. Tepuyes.

## Clima
Lluvioso cálido de bosque super húmedo. Temperatura media anual: 23 °C. Precipitación: 2.360 mm.

## Flora
Entre la vegetación típica del parque nacional Cerro Yapacana destacan: 
- Los bosques de tipo ombrófilos siempre verdes, parcialmente inundables.
- Bosques ombrófilos submontanos y montanos siempreverdes.
- Sabanas graminosas, arbustivas o arboladas no inundables.

Entre la vegetación que destaca del parque se tiene que la zona de la sabana, a una altitud de 125 m s. n. m., se encuentran algunas plantas del género Penthaerista, único representante en el mundo de la familia Tetrameristaceae. Estas especies son solo conocida en América sólo en los linderos de este parque; ya que el otro lugar donde se puede observar es en Malasia. Otras especies que merecen atención es Gleasonia duidana, hermosa por sus flores grandes de color rosado y blanco, así como el Tepuianthus yapacanensis de pequeñas flores amarillas y hojas muy angostas. Los helechos también forman parte del reino vegetal del parque, destaca el género Pterogozium scopolinum.

## Fauna
La diversidad de fauna que se ha inventariado en el parque incluye 46 especies de reptiles y anfibios endémicos, destacado la ranita roja venenosa Minyobates steyermarki . La avifauna es abundante destacándose la poncha Crypturellus duidae  y el trepador pechipunteado Deconychura stictolaema. Entre la mastofauna se encuentran: la danta Tapirus terrestris, el capuchino del Orinoco Chiropotes satanas, y el mono del género Cebus sp. También incluye el Mono de género César.

## Etnias
En el área del parque habita la etnia Piaroa entre sus comunidades ribereñas más importantes destacan Maraya, Santa Bárbara, Macuruco, Canaripó y Yagua.